# Haru
Haru (jap. はる, ハル) – imię japońskie noszone zarówno przez kobiety jak i przez mężczyzn.

## Możliwa pisownia
Haru można zapisać używając wielu, różnych znaków kanji i może znaczyć m.in.:
- 春, „wiosna”[1]
- 陽, „słońce”
- 晴, „rozpogodzić się”

## Znane osoby
- Haru Kawazu (春), japońska aktorka
- Haru Kuroki (華), japońska aktorka
- Haru (春), obecny wokalista zespołu Dog in the PWO

## Fikcyjne postacie
- Haru Glory (ハル), bohater mangi i anime Rave Master
- Haru Miura (ハル), bohaterka mangi i anime Katekyō Hitman Reborn!
- Haru Sakurai (晴), bohater mangi i anime Tokimeki Memorial Only Love
- Haru Yoshida (春), bohater mangi i anime Bestia z ławki obok
- Haru Yoshioka (ハル), bohaterka filmu animowanego Narzeczona dla kota